# Biblioteca Central de Macau
Die Biblioteca Central de Macau (Portugiesisch für Zentralbibliothek von Macau) ist die Nationalbibliothek der chinesischen Sonderverwaltungszone Macau. Sie ist dort Empfängerin des Pflichtexemplars und zudem die leitende Bibliothek aller öffentlichen Büchereien von Macau, einschließlich der bekannten Biblioteca Sir Robert Ho Tung.
Die Bibliothek befindet sich in der Avenida Conselheiro Ferreira de Almeida, im historischen Gemeindebezirk Freguesia de São Lazaro. Sie liegt in der traditionellen Altstadt Macaus und ist von portugiesischem Straßenpflaster umgeben.

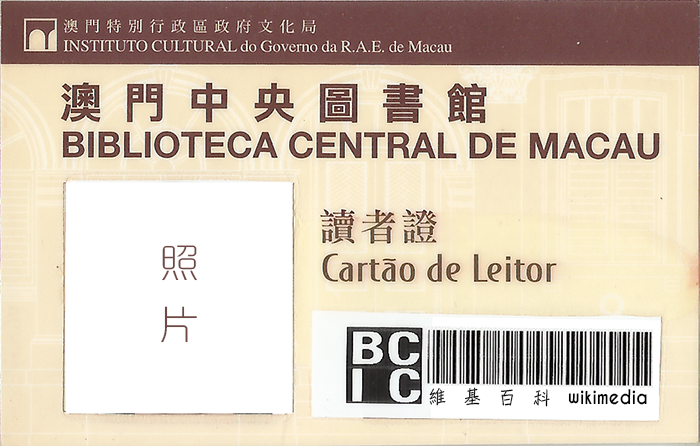
Leseausweis der Zentralbibliothek (port.: Cartão de Leitor)

## Geschichte
Die Portugiesische Kolonialverwaltung Macaus gründete 1895 die Biblioteca Nacional de Macau und brachte sie in einem Saal des Klosters Santo Agostinho unter. Ab 1917 wechselte ihr Sitz mehrmals, bis sie 1983 ihr heutiges Gebäude bezog.
Die Biblioteca Nacional de Macau hatte das portugiesische Pflichtrechtexemplar für Macau. 1999 endete die portugiesische Verwaltung Macaus, das nun zu China kam, sich jedoch 50 Jahre lang als Sonderverwaltungszone teil-autonom regiert. Seither unterliegt die Bibliothek sowohl chinesischem Urheberrecht als auch Pflichtexemplarrecht (Gesetzesdekret Decreto-Lei n.° 43/99/M vom 16. August 1999 zum Urheberrecht und beteiligten Rechten, aktualisiert durch das Gesetz Lei n.º 5/2012 vom 10. April 2012).
Auch die offizielle Bezeichnung wechselte danach, von Nationalbibliothek (Biblioteca Nacional de Macau) zu Zentralbibliothek (Biblioteca Central de Macau).
2007 wurde die Bibliothek renoviert und verfügt seither über 1.371 m² Fläche und einen Bestand von 120.161 Büchern, davon 34.263 Dokumentationen zu Macau.